# Eugenio Castellucci
Pour les articles homonymes, voir Castellucci.
Eugenio Castellucci (né le 21 avril 1903 en Argentine et mort à une date inconnue) est un joueur de football argentin, qui a joué au milieu de terrain.
Il est considéré comme techniquement (si l'on en prend pas en compte les oriundi comme Raimundo Orsi ou encore Renato Cesarini) un des premiers joueurs argentins à évoluer pour le club italien de la Juventus.

## Palmarès
Juventus
- Championnat d'Italie (1) :
  - Champion : 1930-31.